# Закон про хімічну зброю 1996 року
Закон про хімічну зброю 1996 року був прийнятий у Великій Британії консервативним урядом Джона Мейджора. Схвалили закон 4 березня, а чинності він набув 16 вересня того ж року. Цей акт склали для того, щоб Велика Британія могла дотримуватися Конвенції 1993 року про заборону розробки, виробництва, накопичення запасів і використання хімічної зброї, та її знищення. Окрім усього іншого, акт запроваджує кримінальну відповідальність у сфері виробництва, розробки й поводження з хімічною зброєю, а також її транспортуванні. Документ надає Британії додаткову територіальну юрисдикцію щодо британських громадян, які обробляють ряд певних матеріалів. Цей акт також поширюється на острів Мен, Гернсі та Джерсі. Департамент торгівлі та промисловості Великої Британії діє як зв'язок між королівством та Організацією із заборони хімічної зброї.
Загальне тлумачення хімічної зброї згідно з актом таке:
1. «Токсичні хімікати та їхні прекурсори»;
2. «Боєприпаси та інші пристрої, призначені для вбивства або завдання шкоди завдяки токсичним властивостям хімічних речовин, що виділяються ними»;
3. А також — «обладнання, призначене для використання разом з боєприпасами та пристроями, що підпадають під другий пункт».

Проте є деякі винятки з правил, зазначених в Конвенції та Акті 1996. Так, наприклад, хімічна зброя може бути використана в «мирних цілях», «цілях, пов'язаних із захистом від токсичних хімічних речовин», «законних військових цілях» та «цілях виконання закону».
«Законні військові цілі», згідно опису, це військові цілі, які не завдають шкоди людям чи тваринам.
33 розділ Закону про хімічну зброю вимагає, аби державний секретар щорічно готував документ про виконання цього закону та представляв його парламенту держави.